# Graafschap Carcassonne
Het graafschap Carcassonne was een middeleeuws leen dat zich uitstrekte rond de stad Carcassonne. De graven waren vaak in een personele unie verbonden met het graafschap Razès.
De oorsprong van het graafschap Carcassonne gaat waarschijnlijk terug op de Visigotische periode van Septimanië, hoewel de eerste bekende graaf (Bellon) uit de Karolingische tijd komt. Bellon stichtte een dynastie die vele domeinen in leen zou krijgen in wat nu Zuid-Frankrijk en Spanje is.
Door het uitsterven van de familie van Bellon in de mannelijke lijn ging het graafschap over in de handen van de graven van Comminges. Nog later werden de rechten over Carcassonne verkocht aan Raymond Berengarius I van Barcelona. Sindsdien restte er van Carcassonne nog slechts een burggraafschap.

## Graven van Carcassonne
- 790 – 820 Bello
- 810 – 821 Gisclafred, zoon
- 821 – 837 Oliba I, broer
- 837 – 844 Bernhard, ook graaf van Barcelona
- 844 – 845 Argila
- 845 – 850 Bera II, ook graaf van Razès
- 850 - 850 Miro Eutil
- 850 – 852 Fredelo, ook graaf van Toulouse
- 852 – 863 Raymond I van Toulouse
- 863 – 864 Humphrey, ook graaf van Barcelona
- 865 – 872 Oliba II, zoon van Oliba I
- 872 Bernard, ook graaf van Toulouse
- 872 – 877 Oliba II, tweede keer
- 877 – 906 Acfred I, broer
- 906 – 908 Bencion I, zoon van Oliba II
- 908 – 934 Acfred II, broer
- 934 Arsenda
- 934 – 957 Arnold, echtgenoot, ook graaf van Comminges
- 957 – 1012 Roger I de Oude, zoon, heer van Foix
  - until 1010 Raymond II, zoon
  - until 1010 Peter I, broer
- 1012 – 1034 Willem I, neef
  - 1012 – 1034 Peter II, broer
- 1034 – 1068 Raymond II, zoon
  - 1034 – 1059 Peter II, tweede keer
  - from 1034 Peter III
  - from 1034 Bernard II
- 1068 – 1069 Garsenda, Ermengarde, en Adèle, dochters van Peter II

Verkocht aan het graafschap Barcelona.

## Burggraven van Carcassonne en Razès
De eerste burggravin was Ermengarde. 
- 1082 – 1101 Ermengarde
- 1101 – 1129 Bernard Ato IV Trencavel
- 1129 – 1150 Roger I Trencavel
- 1150 – 1167 Raymond I Trencavel
- 1167 – 1194 Roger II Trencavel
- 1194 – 1209 Raymond-Roger Trencavel
- 1209 – 1218 Simon IV van Montfort
- 1218 – 1224 Amalrik VI van Montfort
- 1224 – 1226 Raymond II Trencavel

Geannexeerd door het koninkrijk Frankrijk tussen 1226 en 1240 en vanaf 1247 permanent.